# Museo de la Gran Guerra Patriótica

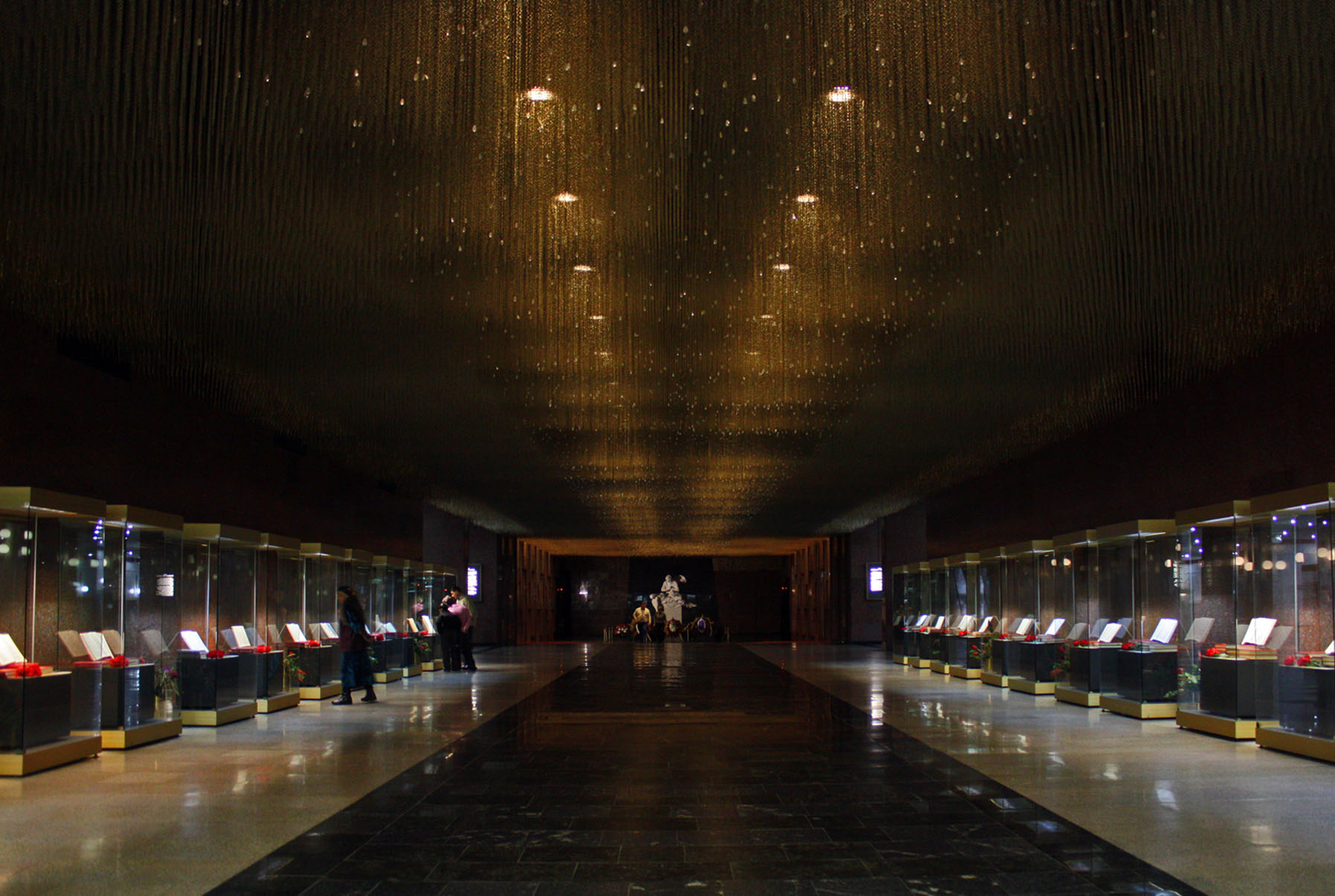
Salón de la Memoria y del Dolor.

El Museo Nacional de Historia de la Gran Guerra Patriótica en Rusia (del ruso: Центральный музей Великой Отечественной войны)  (correspondiente, en la tradición eslava oriental a la Segunda Guerra Mundial; en ruso: Национальный музей истории Великой Отечественной войны 1941-1945 годов) es un memorial que conmemora los sacrificios de los pueblos de la Unión Soviética durante la Segunda Guerra Mundial. Está ubicado en el Monte Poklonnaya, uno de los puntos más altos de Moscú.
El primer monumento colocado en el sitio fue un monumento de piedra de granito, en 1958, y el parque fue inaugurado a principios de los años 1960. La construcción del museo en sí no comenzó hasta después de 1985, y la primera exposición se inauguró ocho años más tarde. La apertura total se llevó a cabo el 9 de mayo de 1995, coincidiendo con el 50 aniversario del Día de la Victoria de las fuerzas aliadas de la Segunda Guerra Mundial sobre las fuerzas alemanas. El obelisco en frente del museo tiene 141,8 metros de altura, que representa a los 1.418 días de la guerra. Una figura de bronce de Niké, la diosa griega de la victoria, se monta a una altura de 100 metros, y una estatua de San Jorge matando a un dragón está en la base.
La sala de entrada principal del museo se llama el Salón de Comandantes, que conmemora a todos los líderes militares de alto rango a quien se adjudicaron la Orden de la Victoria. Además de los esperados comandantes del Ejército Rojo, un número de comandantes extranjeros, incluyendo Eisenhower, Montgomery y Tito, recibieron este premio. Además, se muestran bustos de bronce y heraldos de una serie de comandantes rusos célebres de épocas anteriores, en particular de la Guerra Patriótica de 1812 contra Napoleón. La galería superior de la sala contiene una serie de exposiciones que trazan el curso de la guerra.
La planta baja está dominada por seis grandes panoramas que ilustran batallas clave durante el curso de la guerra. Cada panorama comprende una enorme pintura en una pared semicircular, con el equipo y los residuos colocados delante para producir un efecto impresionante 3-D. Los panoramas están dispuestos en orden cronológico en torno a un pasillo central llamado el Salón de la Memoria y del Dolor, que honra la memoria de los 26 millones de víctimas soviéticas de la guerra mundial.

## Exposiciones
Hoy en día el museo cuenta con un sistema desarrollado de varios proyectos expositivos - artísticos y temáticos, permanentes y temporales, nacionales y extranjeros. También en el museo hay una exposición de armas, equipo militar y de ingeniería civil (armas de la victoria, trofeos, elementos relativos a ferrovías y carreteras militares, artillería, armas diversas, así como muestras relacionadas con la fuerza aérea y marina de guerra).
En el museo hay exposiciones únicas. Entre ellas se cuentan la aeronave U-2 y el mejor tanque de la Segunda Guerra Mundial, el T-34.

## Salón de Líderes
La exposición del museo es inaugurada por el Salón de los Comandantes, que alberga la galería de los Caballeros de la Orden de la Victoria, la orden militar más alta establecida por el Decreto del Presidium del Consejo Supremo de la URSS del 8 de noviembre de 1943, que otorgó a individuos con personal de alto mando para la realización exitosa de operaciones militares en una escala de uno o más frentes. Bustos de bronce de caballeros soviéticos de la Orden de la Victoria por Zurab Tsereteli están instalados alrededor del perímetro del Salón. Sobre los bustos de los Caballeros de la Orden de la Victoria, en escudos heráldicos estilizados se representan imágenes de órdenes militares de los ejércitos ruso y soviético.
En la plataforma superior de la escalera principal, frente al Salón de la Fama, hay una composición artística y decorativa "El escudo y la espada de la victoria". La ventana iluminada muestra un escudo decorativo, espada y vaina, donados al museo por el Gobierno de la Federación de Rusia con motivo del 50° aniversario de la Victoria. La espada fue hecha por LiK (autores Lokhtachev Alexander, Manush Grigory y Nina Lokhtacheva) de acero Zlatoust. Los productos están artísticamente y ricamente decorados con metales no ferrosos y gemas de los Urales: topacios, cuarzo, granates, berilos, aguamarinas, citrinos.

## Salón de la Fama
El Salón de la Fama es el salón central del Museo de la Victoria. Su objetivo es perpetuar los nombres de los Héroes de la Unión Soviética, que recibieron este título por las hazañas realizadas durante los años de la Gran Guerra Patria de 1941-1945. Los nombres de más de 11.800 héroes de la Unión Soviética y héroes de la Federación de Rusia están tallados en torres de mármol blanco como la nieve.
En el centro de la sala hay una escultura de bronce "Soldado de la Victoria" (escultor V.I. Znob), sobre un pedestal de granito a su pie hay una espada hecha por armeros de Tula. Bustos de tres pilotos de los Héroes de la Unión Soviética A.I. Pokryshkin e I.N. Kozhedub se instalaron a ambos lados de la entrada del salón. Debajo de la cúpula de la sala hay bajorrelieves de ciudades heroicas. La cúpula está enmarcada por una corona de roble [1], que simboliza el triunfo de la Victoria, en el centro de la cúpula hay una colorida Orden de la Victoria. Se celebran solemnes eventos patrióticos militares en el Salón de la Fama: prestar juramento de lealtad, dedicación a Suvorov, presentar las primeras filas de oficiales a los graduados de la Universidad de Asuntos Internos de Moscú que llevan el nombre de V.Ya. Kikotya.

## Salón de la Memoria y el Dolor
El objeto central del Salón de la Memoria y el Dolor es el grupo escultórico "La Madre Afligida", hecho de mármol blanco (por L. Kerbel, talladores de mármol P. A. Nosov, I. T. Kruglov). La sala está diseñada para perpetuar y honrar la memoria de 26 millones 600 mil ciudadanos soviéticos que murieron y desaparecieron durante la conflagración.
Sus paredes interiores están decoradas con mármol rojo, negro y carmesí, y el piso está revestido con baldosas de mármol pulido. En los bordes del pasaje al centro hay rampas cubiertas con tela roja. El techo del Salón de la Memoria está artísticamente decorado con colgantes hechos de cadenas de latón, a las que se adjuntan "lentes", que simbolizan las lágrimas lloradas por el difunto. Silence sonido de absorción de unidades proporcionan a partir de fibra de basalto, fibra de vidrio envuelto. En las paredes de la sala hay luces tenues en forma de velas funerarias. Se toca música menor en el Salón de la Memoria, más a menudo el "Réquiem" de Mozart.

## Composición militar e histórico "Camino a la Victoria"
Durante la existencia del museo, ha reunido una gran colección de objetos que hablan sobre la Gran Guerra Patria: armas, equipo militar, uniformes, premios, fotografías, noticiarios, mapas, documentos de la época de la guerra, cartas de primera línea, obras de arte: pinturas, esculturas, gráficos, carteles.

## Panoramas
El museo muestra seis panoramas dedicados a las operaciones militares más grandes de la Gran Guerra Patria, creados por famosos maestros del Estudio de Artistas Militares que llevan el nombre de M. B. Grekova:
- "La contraofensiva de las tropas soviéticas cerca de Moscú en diciembre de 1941".
- “La batalla de Stalingrado. Unión de frentes
- "El bloqueo de Leningrado"
- "Batalla de Kursk"
- "Forzando al Dnieper"
- "La tormenta de Berlín".

Las características de la exposición son complejos de audio y video que demuestran una verdadera crónica de los años de la guerra, fotografías raras, material cartográfico y de archivo. Aquí, un recuerdo material visible de la guerra pasada está presente en las reliquias genuinas de los años ardientes, que son evidencia de las páginas heroicas y trágicas de la acción heroica del pueblo soviético y recrean la atmósfera de tiempos de guerra. Por ejemplo, este es un fragmento de un árbol con un mástil penetrante del lanzacohetes BM-13 (Katyusha) de la batería del Capitán Flerov conectado con la Batalla de Moscú.